# Prinsengrachtconcert

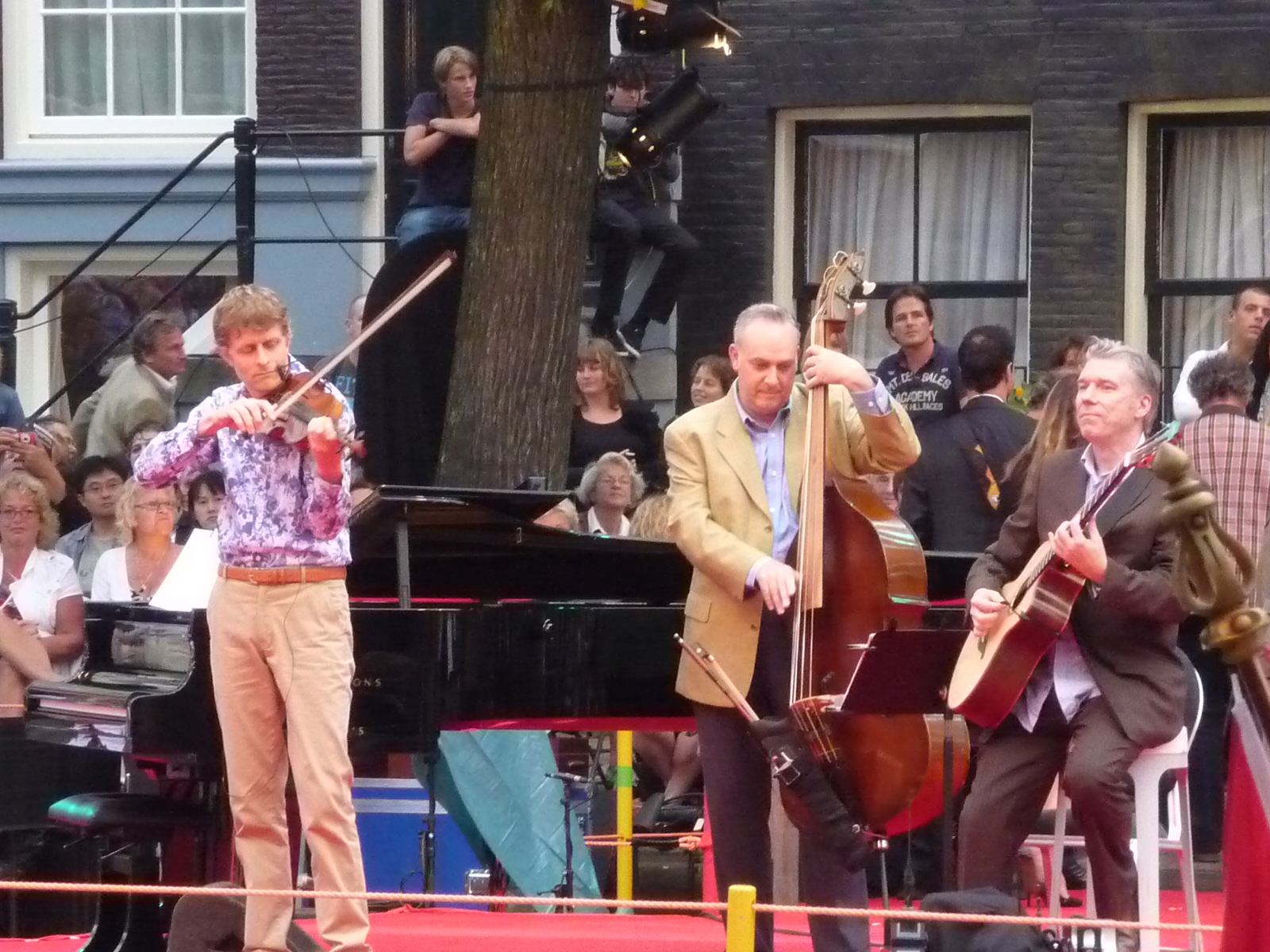
Het Tim Kliphuis Trio op Prinsengrachtconcert 2011

Het Prinsengrachtconcert is een klassiek muziekconcert dat sinds 1982 jaarlijks gehouden wordt op de Prinsengracht in Amsterdam.
Het concert vindt in de open lucht plaats op een ponton voor Hotel Pulitzer, en vindt plaats in de zomer. Het concert is gratis toegankelijk en de gracht ligt dan vol boten met publiek. Van 1984 tot en met 2014 zond de AVRO het concert uit op televisie, sinds 2015 fusieomroep AVROTROS. Het Prinsengrachtconcert vindt plaats tijdens het Grachtenfestival maar wordt onafhankelijk daarvan georganiseerd en geproduceerd door de Stichting Prinsengrachtconcert. Het concert wordt traditioneel afgesloten met een versie van Aan de Amsterdamse grachten.
Voorafgaand aan het Prinsengrachtconcert vindt het Kinderprinsengrachtconcert plaats. Bij dit concert treden drie jonge klassieke talenten op. Het concert vindt plaats van 18:30 uur tot 19:00 uur en wordt rechtstreeks uitgezonden op NPO 3. Ook dit concert wordt met een versie van bovengenoemd nummer afgesloten.
Het initiatief voor de concerten werd in 1981 genomen door Hans Duijf, directeur van Christofiori Historical Instruments en Theo Inniger, destijds directeur van Hotel Pulitzer. Het eerste concert vond plaats op vrijdag 16 juli 1982 en werd gegeven door de in Amsterdam woonachtige Amerikaanse pianiste Barbara Nissman. Het concert moest bijna geannuleerd worden omdat de concertvleugel van zes meter naar beneden gevallen was en omgekeerd op een auto geland was. De vleugel bleek, hoewel beschadigd, nog prima bespeelbaar. Bij het concert waren zo'n 1000 toeschouwers.  De tweede editie werd op 22 juli 1983 gehouden door Karin Lechner met ondersteuning van haar broer Sergio Tiempo. Deze eerste edities werden ook aangeduid als dekschuitconcerten.
In 1984 werd het Grachtenconcert voor het eerst op televisie uitgezonden door de AVRO onder regie van Joop Stokkermans. De presentatie was in handen van Cees van Drongelen. Op 13 juli traden de Israëlische violiste Ivry Gitlis en pianist Daniël Wayenberg op. De uitzending was op 22 juli. Het concert vond in 1985 voor het eerst in augustus plaats. Op 23 augustus trad de Turkse tweeling Güher en Süher Pekinel op de piano op. De televisie-uitzending vond pas in september plaats. Op 22 augustus 1986 traden de Amerikaanse pianist Garrick Ohlsson, de Duitse klarinettiste Sabine Meyer en de Oostenrijkse cellist Heinrich Schiff op en de uitzending was op 28 augustus. Er waren in 1986 zo'n 10.000 toeschouwers. Op 28 augustus 1987 traden concertmeester Jaap van Zweden, pianist Ronald Brautigam en hoornist Jacob Slagter op en de uitzending was op 22 september. De editie 1988 werd op 26 augustus door violist Schlomo Minz en pianist Paul Ostrovsky ingevuld en werd op 8 september op televisie uitgezonden. In 1989 werd het Prinsengrachtconcert ingevuld met opera-aria's door de Oostenrijkse Eva Lind, de Roemeense Mariana Cioromila, de Italiaan Luca Canonici en Harry Peeters begeleid door pianist Ronald Schneider. Het werd op 25 augustus uitgevoerd voor 20.000 toeschouwers en op 28 september uitgezonden. In 1990 trad voor het eerst een orkest op; de 22-koppige Amsterdam Mozart Players onder leiding van Rainer Kussmaul met als solisten Han de Vries (hobo), Silvia Marcovici (viool) en Pascal Rogé (piano). Het concert werd gehouden op 24 augustus en was dat jaar tevens de start van de Uitmarkt. Op 30 augustus werd de registratie uitgezonden. In 1991 vond het concert op 23 augustus tijdens de Uitmarkt plaats. Deze tweede lustrumeditie had als hoofdartiest de Russische pianist Andrej Gavrilov en werd aangevuld met het Koperkwintet en gastoptredens van Harry Peeters en Karin Lechner met haar broer Sergio Tiempo. Onder meer voor de registratie van het Prinsengrachtconcert, uitzending dat jaar op 24 augustus, ging de AVRO een samenwerking aan met SNS Bank en CJP. In 1992 werd het prinsengrachtconert gehouden op 28 augustus en werd uitgevoerd door Shura Cherkassky. De uitzending was op 5 september. In 2013 werd het Prinsengrachtconcert gegeven door het Koninklijk Concertgebouworkest vanwege drie jubilea, het 400-jarig bestaan van de Amsterdamse Grachten, het 90-jarig bestaan van de AVRO en het 125-jarig bestaan van het orkest. Voor deze editie werd voor Hotel Pulitzer een speciaal ponton geplaatst dat groter was dan het ponton dat normaal voor het concert wordt gebruikt, zodat het volledige orkest op het ponton kon staan. Tijdens het concert van 2018 stond het wereldberoemde Nederlandse pianisten-duo Lucas en Arthur Jussen centraal. Hun weergave van het slotlied Aan de Amsterdamse grachten kreeg wereldwijd de aandacht.
In 2020 werd het Prinsengrachtconcert vanwege de coronapandemie die dat jaar uitbrak, zonder publiek gegeven in de tuin van Hotel Pulitzer. Het werd bovendien gegeven door een andere artiest dan was gepland. Oorspronkelijk zou het concert gegeven worden door de Nederlandse violiste Janine Jansen, samen met cellist Mischa Maisky en pianist Denis Kozhukhin, maar zij konden door de coronamaatregelen niet naar Amsterdam komen. Ze werden daarom vervangen door het Van Baerle Trio met pianist Hannes Minnaar. Ook het Kinderprinsengrachtconcert vond dat jaar hier plaats.
Sinds 2022 wordt het concert gepresenteerd door Maria Fiselier. Haar voorganger was NPO Radio 4-dj Hans van den Boom.
Op 10 februari 2012 vond voor het eerst een 'Prinsengrachtconcert op ijs' plaats.